# Urška Pribošič
Urška Pribošič, slovenska deskarka na snegu, * 26. julij 1990, Jesenice.
Pribošič je za Slovenijo nastopila na zimskih olimpijskih igrah leta 2022 v Pekingu, kjer je zasedla 18. mesto v skokih prostega sloga in 24. mesto v snežnem parku. Štirikrat je nastopila na svetovnih prvenstvih, najboljšo uvrstitev je dosegla leta 2015 v Kreischbergju s šestim mestom v skokih prostega sloga.